# HD 46375 b
HD 46375 b – planeta typu gorący jowisz orbitująca wokół gwiazdy HD 46375. Została odkryta w 2000 roku.